# Phorbia hikosana
Phorbia hikosana är en tvåvingeart som beskrevs av Masayoshi Suwa 1983. Phorbia hikosana ingår i släktet Phorbia och familjen blomsterflugor. Inga underarter finns listade i Catalogue of Life.